# Xanthorhoe ligularia
Xanthorhoe ligularia là một loài bướm đêm trong họ Geometridae.